# آنیتا سیمونیس
آنیتا سیمونیس (انگلیسی: Anita Simonis; ۲ مارس ۱۹۲۶ – ۱۱ دسامبر ۲۰۱۱) ژیمناست هنری اهل ایالات متحده آمریکا بود.